# Miek Dorrestein
Maria Johanna Elisabeth (Miek) Dorrestein (Den Haag, 17 augustus 1931) is een Nederlands kinderboekenschrijfster en vertaalster van kinderboeken uit het Engels.

## Biografie
Dorrestein werd geboren in Den Haag. Op haar derde verhuisde ze met haar ouders naar Gennep. Ze behaalde in 1950 haar onderwijzersdiploma en gaf vier jaar les op een lagere school. Vier jaar later verhuisde zij naar Nieuw-Guinea en in 1964 vertrok ze naar Brazilië om daar huishoudcursussen te geven. In 1969 keerde zij weer terug naar Nederland. Ze schreef toen vijf boeken over haar leven in Brazilië en Nieuw-Guinea en schreef verhalen in het weekblad Taptoe. In 1972 ging ze in Made wonen en ging boeken schrijven over Nederlandse onderwerpen. In 1979 debuteerde ze met haar kinderboek Geesten houden niet van regen. In 1980 won zij een Italiaanse jeugdliteratuurprijs voor dit boek. Haar boek Verscholen in de mergelgroeve was in 1990 een leestip van de Kinderjury.